# Nina Wassiljewna Gawriljuk
Nina Wassiljewna Gawriljuk (russisch Нина Васильевна Гаврылюк; * 13. April 1965 in Leningrad) ist eine ehemalige russische Skilangläuferin. Sie startete zunächst für die Sowjetunion, 1992 für die GUS und schließlich für Russland.
Sie wurde zwischen 1988 und 1998 dreimal Olympiasiegerin mit der sowjetischen beziehungsweise russischen Staffel. Außerdem gewann sie bei den Olympischen Spielen 1994 über 15 Kilometer im klassischen Stil die Bronzemedaille. Auch bei Weltmeisterschaften war sie hauptsächlich als Staffelläuferin erfolgreich: Zwischen 1987 und 2001 wurde sie sechsmal Weltmeisterin, im Jahr 2003 Dritte. Hinzu kommen drei silberne und eine bronzene Medaille in Einzelrennen. Gawriljuks beste Platzierung in der Gesamtwertung des Skilanglauf-Weltcups war der zweite Platz in der Saison 1994/95. Sie konnte fünf Weltcupsiege erringen.

## Erfolge

### Olympische Winterspiele
- 1988 in Calgary: Gold mit der Staffel
- 1994 in Lillehammer: Gold mit der Staffel, Bronze über 15 km
- 1998 in Nagano: Gold mit der Staffel

### Weltmeisterschaften
- 1987 in Oberstdorf: Gold mit der Staffel
- 1993 in Falun: Gold mit der Staffel
- 1995 in Thunder Bay: Gold mit der Staffel, Silber über 5 km, Silber im Verfolgungsrennen
- 1997 in Trondheim: Gold mit der Staffel, Bronze im Verfolgungsrennen
- 1999 in Ramsau: Gold mit der Staffel, Silber im Verfolgungsrennen
- 2001 in Lahti: Gold mit der Staffel
- 2003 im Val di Fiemme: Bronze mit der Staffel

### Weltcupsiege im Einzel
| Nr. | Datum             | Ort              | Disziplin        |
| --- | ----------------- | ---------------- | ---------------- |
| 1.  | 20. Dezember 1994 | Sappada          | 5 km Freistil    |
| 2.  | 4. Februar 1995   | Falun            | 10 km klassisch  |
| 3.  | 16. März 1996     | Oslo             | 30 km klassisch  |
| 4.  | 14. Februar 1999  | Seefeld in Tirol | 5 km Freistil    |
| 5.  | 27. Dezember 1999 | Engelberg        | Sprint klassisch |

### Siege bei Continental-Cup-Rennen
| Nr. | Datum            | Ort        | Disziplin      | Serie           |
| --- | ---------------- | ---------- | -------------- | --------------- |
| 1.  | 14. Februar 1996 | Valsassina | 10 km Freistil | Continental-Cup |

### Weltcup-Gesamtplatzierungen
| Saison    | Gesamt | Gesamt | Langdistanz | Langdistanz | Sprint | Sprint |
| Saison    | Punkte | Platz  | Punkte      | Platz       | Punkte | Platz  |
| --------- | ------ | ------ | ----------- | ----------- | ------ | ------ |
| 1986/87   | 13     | 28.    | –           | –           | –      | -      |
| 1987/88   | 11     | 36.    | –           | –           | –      | -      |
| 1988/89   | 28     | 18.    | –           | –           | –      | -      |
| 1992/93   | 258    | 11.    | –           | –           | –      | -      |
| 1993/94   | 356    | 8.     | –           | –           | –      | -      |
| 1994/95   | 840    | 2.     | –           | –           | –      | -      |
| 1995/96   | 717    | 4.     | –           | –           | –      | -      |
| 1996/97   | 518    | 4.     | 205         | 3.          | 203    | 6.     |
| 1997/98   | 279    | 11.    | 87          | 14.         | 204    | 8.     |
| 1998/99   | 705    | 3.     | 215         | 6.          | 401    | 4.     |
| 1999/2000 | 857    | 5.     | 213 439     | 6. 7. 4     | 205    | 4.     |
| 2000/01   | 481    | 8.     | –           | –           | 125    | 11.    |
| 2001/02   | 330    | 13.    | –           | –           | 40     | 37.    |
| 2002/03   | 230    | 18.    | –           | –           | –      | -      |